# Саадлинский магал
Саадлинский магал — один из магалов Эриванского ханства.

## География
Самый маленький магал во всём ханстве, располагался на его западных границах и граничил на севере с Талином, на западе — Османским государством, на юге — Даракенд-Парченисом, а на востоке — Сардарабадским магалом.  На его территории река Арпа впадала в реку Аракс. Территория Саадлинского магала соответствует части территории нынешней Армавирской области.

## Сёла
И. Шопен зафиксировал 14 сёл, входивших в Саадлинский магал, из них 5 были уже разрушены. Поэтому Дж. Бурнутян отмечает, что в Саадлинском магале было 9 сёл. Центром магала являлось селение Хейрибейли.

### Разрушенные сёла во время войн
Список сёл, разрушенных в районе в результате русско-персидской и русско-турецкой войн 1826—1828 и 1828—1829 годах:
1. Халилгышлагы, 2. Ермени гёвшени 3. Сефилар, 4. Мирзахан, 5. Баш Гышлагы.

### Сёла существовавшие после 1828 года
1. Сёйюдлю, 2. Хусейнкенди, 3. Джырыхлы, 4. Элимджан, 5. Хаджы-Байрамлы, 6. Айрисифат (Ахрисифят), 7. Хейрибейли (Хербеклу), 8. Ассар, 9. Шахварид.

## Население
В округе, где не было армянского населения, господствовало пришлое племя саадлы, от которого и идёт название магала.